# Jasmine Paolini
Jasmine Paolini (n. 4 ianuarie 1996, Castelnuovo di Garfagnana, Toscana, Italia) este o jucătoare italiană de tenis. Cea mai înaltă poziție în clasamentul WTA la simplu este locul 4 mondial, în octombrie 2024, iar la dublu locul 6 mondial, în martie 2025. A câștigat trei titluri la simplu și șapte la dublu pe circuitul WTA. De asemenea, a câștigat două titluri la simplu în circuitul WTA Challenger Tour, precum și opt titluri la simplu și un titlu la dublu în circuitul ITF. Ea este actuala jucătoare numărul 1 în Italia.